# Michel Meyer (philosophe)
Pour les articles homonymes, voir Michel Meyer et Meyer.
Michel Meyer, né le 11 novembre 1950 à Bruxelles et mort le 23 mai 2022 à Waterloo, est un philosophe belge, professeur à l'Université libre de Bruxelles et à l'université de Mons. 

## Biographie
Michel Meyer est économiste et philosophe de formation, licencié en sciences économiques (1973), maître ès arts de l'Université Johns-Hopkins aux États-Unis (1975), agrégé de philosophie (1973) et docteur en philosophie (1977).
Professeur à l'Université libre de Bruxelles et à l'Université de Mons, il a été président du Centre européen pour l'étude de l'argumentation, directeur de la Revue internationale de philosophie et directeur de la collection L'interrogation philosophique aux Presses universitaires de France. Il est membre de l'Académie royale de Belgique et de I'Institut international de philosophie.
Sa réflexion porte sur la rhétorique à laquelle il a contribué par l'introduction d'une approche de l'argumentation qu'il nomme « problématologie ».

## Travaux
Élève de Chaïm Perelman, dont il a contribué à faire connaître la pensée, Michel Meyer a également consacré des travaux à la philosophie analytique, à Kant et à l'ontologie. Bien que se réclamant d'une approche moderne de la rhétorique et du langage, Meyer reste fidèle à la tradition aristotélicienne (La Rhétorique, Les Topiques) dont il renouvelle les questionnements à la lumière des théories contemporaines de l'argumentation et de la philosophie du langage.
À travers son approche problématologique, Meyer s'est également intéressé aux problèmes posés par l'esthétique et, en particulier, la littérature. Dans la même perspective, il propose également de comprendre la réalité en l'intégrant dans la dynamique question/réponse qu'il place au centre de la problématologie et, plus largement, de la philosophie.
L'œuvre de Michel Meyer peut se scinder en deux parties : d'une part, la mécanique problématologique proprement dite, qui se retrouve dans De la problématologie et Questionnement et historicité, et d'autre part l'application de celle-ci à une thématique quotidienne susceptible de rencontrer n'importe quel individu au cours de son existence, existence qui fait l'objet de questions.

## De la problématologie: philosophie, science et langage
De la problématologie : philosophie, science et langage de Michel Meyer est l’œuvre inaugurale et finale du paradigme problématologiste des sciences humaines, culminant et substituant le postmodernisme, le post-structuralisme, la phénoménologie et la critique, œuvre dans laquelle l’auteur interroge le questionnement. Il part de la crise actuelle de la philosophie qui le conduit au « dialogue constant » avec Platon, Aristote, René Descartes, Martin Heidegger et Ludwig Wittgenstein notamment. Ce dialogue est motivé par des questions qui « font partie intégrante de cette pensée que » Meyer appelle « problématologie et qui n’est rien d’autre que l’étude du questionnement ». Son problème de base est, d'une certaine manière, que « depuis Descartes, le fondement était l’homme vu comme un sujet qui instaurait, par sa liberté, ses normes d’action comme son savoir, c’est-à-dire les conditions d’accès à l’objet ». Selon l’auteur, avec « Karl Marx, Friedrich Nietzsche et Sigmund Freud, cette conception de l’homme, donc du fondement, perd toute légitimité ».
Dans le chapitre 1, Meyer se pose la question : « Qu’est-ce qu’un problème philosophique ? » Il traite le nihilisme intellectuel dans l’époque contemporaine, la question ontologique de l’Être ou le pensable impossible, la problématisation philosophique comme logologie, la dissolution comme résolution des problèmes insolubles chez Ludwig Wittgenstein, Moritz Schlick et Rudolf Carnap, la dissolution de problèmes chez Henri Bergson et Paul Valéry, le paradoxe du silence chez Wittgenstein ainsi que la relation entre « question » et « système ».
Dans le chapitre 2, Meyer écrit sur la relation entre dialectique et interrogation. Il commence par la dialectique chez Socrate et le rôle de l’interrogation dialectique dans les dialogues aporétiques. Ensuite, il aborde « la dialectique et la méthode par hypothèses comme réaction au logos socratique », la relation entre dialectique, analyse et synthèse, « la question de l’être ou le déplacement du problème de la question à celui de l’être », la relation entre dialectique et logique, « la mort du questionnement comme constituant et ses conséquences sur le destin de la pensée occidentale », « l’analyse et la synthèse comme réducteurs problématologiques primaires dans la tradition occidentale », « la fracture aristotélicienne de la dialectique », « la question des principes » ou la question selon laquelle Aristote a réussi, ou non, l’autonomisation du déductif, la dialectique d’Aristote en tant que théorie du questionnement, et, finalement, la question selon laquelle la « question de l’être » se fait « être de la question », ce qui pourrait être interprété comme critique de la pensée phénoménologique.
Dans le chapitre 3, intitulé « De la rationalité propositionnelle à la rationalité interrogative », Meyer travaille sur la « crise de la raison », « la crise cartésienne et l’héritage contemporain », la relation entre « questionnement et historicité, la relation entre historicité et histoire de la philosophie, « un présupposé qui dérive », une relation entre Aristote et Descartes, « l’analyse et le doute chez Descartes », « le cogito ergo sum comme déduction problématologique » et, finalement, la transition de « l’inférence analytique à l’inférence problématologique ».
Le chapitre 4 est dédié à des méditations sur le logos. La 1re méditation aborde la question du logos en soi-même, passe par la 2e « méditation » sur « l’explicitation des problèmes à l’apparaître du monde », la 3e sur la relation entre dialectique et « rhétorique comme implication d’autrui », et, finalement, la 4e sur « la question du sens ou le sens comme question ».
Dans le chapitre 5, Meyer va de la théorie à la pratique, en questionnant « l’argumentation et la conception problématologique du langage ».
Dans le chapitre 6, Meyer défend une « conception intégrée du sens », « du littéral au littéraire ». Dans ce chapitre, l’auteur réfléchit sur la signification et les conditions de ce qu’on pourrait appeler vérité, les restrictions et la « critique de la théorie propositionnelle de la signification », « les principes d’une théorie unifiée du sens », « le sens dans la théorie de la littérature », la relation entre « sens littéral et sens figuré », « la conception problématologique du sens de la phrase et du texte », et, finalement, « la loi de complémentarité comme principe de base de la rhétorique littéraire ».
Le chapitre 7 traite de la « transition » du savoir à la science. Meyer écrit sur « la conception classique de l’épistémè », la relation entre expérience, causalité et interrogation, où il analyse le « synthétique a priori », les propriétés de la démarche scientifique, et, finalement, la construction des alternatives, où il essaie de rendre compte de la « transition » de la causalité à la relevance comme critère d'expérimentalité.
Dans la conclusion de l’œuvre, Meyer se pose la question : « Peut-il encore y avoir une métaphysique ? », où il conclut que, de « la science à la pensée commune, du langage à la littérature, le problématique nous oblige sans cesse à être un questionneur engagé ».

## Publications
- Découverte et justification en science - Kantisme, néo-positivisme et problématologie, Klincksieck, Paris, 1979.
- Logique, langage et argumentation, Michel Meyer, Hachette, Paris, 1982, 2e édition 1985,  (ISBN 978-2010072901).
- (en) Meaning and Reading. A philosophical Essay on Language and Litterature, John Benjamins Publishing Company (en), Amsterdam, 1983.
- De la problématologie : langage, science et philosophie, Mardaga, Bruxelles, 1986, Le Livre de Poche, 1994.
- Science et métaphysique chez Kant, Michel Meyer et Quadrige, PUF, Paris, 1988. 2e édition Poche : Quadrige, Paris, PUF, 1995,  (ISBN 978-2130471271).
- Langage et littérature, PUF, Paris, 1992, Quadrige, 2001.
- Questions de rhétorique, Hachette, Le Livre de Poche, Biblio-essais, 1993.
- De l'insolence : essai sur la morale et le politique, Paris, Grasset, 1995.
- Science et métaphysique chez Kant, Paris, Presses Universitaires de France - PUF, coll. « Quadrige », 1995, 256 p. (ISBN 978-2-13-047127-1).
- Pour une critique de l'ontologie, Éditions de l'Université de Bruxelles, 1996,  (ISBN 978-2800410265). Édition de Poche, Quadrige, PUF, 1999.
- Qu'est-ce que la philosophie ?, Paris, Hachette, Biblio-Essais, 1997.
- Les passions ne sont plus ce qu'elles étaient, Bruxelles, Labor, 1998.
- Histoire de la rhétorique des Grecs à nos jours, avec Manuel Maria Carrilho et Benoît Timmermans, Le Livre de Poche, Biblio-Essais, 1999.
- Petite métaphysique de la différence, Paris, Hachette, Le Livre de Poche, Biblio-Essais, 2000.
- Questionnement et historicité, Paris, PUF, 2000. Réédition : Paris, PUF, Quadrige, mars 2011.
- Le tragique et le comique. Penser le théâtre et son histoire, Paris, PUF, 2003.
- La rhétorique, PUF, coll. « Que sais-je ? », 2004.
- Éric-Emmanuel Schmitt ou les identités bouleversées, Albin Michel, 2004.
- Qu'est-ce que l'argumentation ?, Paris, Librairie Philosophique Vrin, 2005.
- Comment penser la réalité ?, Paris, PUF, 2006.
- Le philosophe et les passions. Esquisse d'une histoire de la nature humaine, Michel Meyer, Presses universitaires de France - PUF, Paris, 14 septembre 2007,  (ISBN 978-2130564423).
- Rome et la naissance de l'art européen, Paris, Éditions Arléa, 2007.
- Principia Rhetorica, Paris, Fayard, 2008. Réédition : Paris, PUF, « Quadrige », 2010, traduction roumaine, 2011.
- De la problématologie, Paris, PUF, 2008.
- La problématologie, « Que Sais-je ? », Paris, PUF, 2009.
- Esthétique générale. Les éléments fondamentaux de l'histoire de l'art, Paris, PUF, 2009.
- La rhétorique, Paris, PUF, coll. « Que sais-je ? », 2009.
- Chaïm Perelman (1912-2012). De la nouvelle rhétorique à la logique juridique, avec Benoît Frydman, Paris, PUF, 2012.
- Qu'est-ce que le refoulement?, Paris, L'Herne, 2012.
- Principia Moralia, Paris, Fayard, 2013.
- Qu'est-ce que l'histoire, progrès ou déclin ?, Paris, PUF, 2013.
- Principia Politica: Histoire, économie et société , Paris: Vrin, 2022